# تاريخ اليهود في النمسا
على الأرجح أن تاريخ اليهود قد بدأ في النمسا بالنزوح الجماعي لليهود من يهوذا تحت الاحتلال الروماني. ارتفعت المكانة السياسية للجالية وانحدرت عدة مرات على مدار قرون عديدة، ويتضح ذلك في ازدهار اليهود وتمتعهم بالمساواة السياسية خلال فترات معينة، وفي معاناتهم من البوغرومات (المذابح المدبرة)، والإبعاد إلى معسكرات الاعتقال، وأعمال القتل الجماعي، ومعاداة السامية خلال فترات أخرى. أدى الهولوكوست إلى تقليص حجم المجتمع اليهودي في النمسا بشكل كبير، إذ لم يبقَ سوى 8140 يهوديًا فقط في النمسا وفقًا لتعداد عام 2001، ولكن تشير تقديرات أخرى إلى أن العدد الحالي يبلغ 9000، أو 15000، أو 20000 يهودي، مع أخذ ذوي النسب المختلطة في الاعتبار.

## التاريخ

### العصور القديمة
وُجد اليهود في النمسا منذ القرن الثالث الميلادي على الأقل. اكتشف فريق من علماء الآثار في عام 2008 تميمة ترجع للقرن الثالث الميلادي بداخل قبر رضيع يهودي بمدينة هايترن، وكانت تلك التميمة على شكل لفيفة ذهبية منقوش عليها من كلمات الصلاة اليهودية شميا يِسرائيل: «اِسْمَعْ يَا إِسْرَائِيلُ: الرَّبُّ إِلهُنَا رَبٌّ وَاحِدٌ»، تعتبر هذه التميمة أول دليل حي على وجودٍ يهودي في ما يعرف الآن بالنمسا. من المفترض أن اليهود الأوائل قد هاجروا إلى النمسا وراء الفوالق الرومانية تلو الاحتلال الروماني لإسرائيل، وهنالك نظرية تفترض أن الفيالق الرومانية التي شاركت في الاحتلال وعادت بعد الحرب اليهودية الرومانية الأولى قد أعادت معها سجناء يهوديين، ولكن لا يوجد أي دليل ملموس يفيد بصحة هذا الافتراض.

### العصور الوسطى
تشير وثيقة من القرن العاشر تحدد حقوق المساواة بين التجار اليهود والمسيحيين في نهر الدانوب إلى وجود سكان يهوديين في فيينا في تلك المرحلة الزمنية، ولكن مجددًا، لا يوجد أي دليل ملموس يفيد بصحة محتويات هذه الوثيقة. لم يُعرف وجود مجتمع يهودي بشكل أكيد في المنطقة إلا بعد بداية القرن الثاني عشر، وذلك بعد إنشاء اثنان من الكُنس اليهودية في تلك الفترة. ازدادت المستوطنات اليهودية في فيينا في نفس القرن، تزامنًا مع زيادة عدد المستوطنين اليهود القادمين من بافاريا ومن راينلاند.
بدأ المجتمع اليهودي في الازدهار في بداية القرن الثالث عشر، وكان أحد الأسباب الرئيسة للازدهار هو اعتراف الإمبراطور الروماني المقدس فريدريك الثاني بأن اليهود كانوا مجموعة عرقية ودينية منفصلة، وهم غير ملزمين بالقوانين التي تسهتدف السكان المسيحيين. تلى هذا الاعتراف نشر الإمبراطور لوثيقة حقوق لليهود في يوليو 1244، وفيها حثهم الإمبراطور على العمل في مجال إقراض الأموال، وشجع هجرة المزيد من اليهود إلى المنطقة، ووعد بتوفير الحماية والحقوق الاستقلالية كالحق في الحكم الذاتي والحق في جمع الضرائب. أثرت وثيقة الحقوق هذه على الممالك الأخرى في أوروبا، والتي كان بها أعداد كبيرة من اليهود، مثل المجر، وبولندا، وليتوانيا، وسيليزيا، وبوهيميا.
عمل السكان اليهوديون بشكل أساسي خلال تلك الفترة في التجارة وفي جمع الضرائب، وتمكنوا من امتلاك مناصب رئيسة في العديد من جوانب الحياة الأخرى أيضًا في النمسا. مر اليهود بفترة من الحرية الدينية والازدهار النسبي، وقد تأسس أول كنيس يهودي موَّثق في النمسا في عام 1204. استقر مجموعة من العائلات التي يرأسها حاخامات يهود بارزون في فيينا، وأُشير إلى هؤلاء الرجال فيما بعد باسم «حكماء فيينا». أسست هذه المجموعة بيت مدراش، الذي يُعد أبرز مدرسة للدراسات التلمودية في أوروبا خلال تلك الفترة.
تسببت العزلة والازدهار المفترض للمجتمع اليهودي في زيادة التوترات والغيرة من السكان المسيحيين، علاوة على العداء من جانب الكنيسة. عندما أصبحت المنطقة الخاضعة لسيطرة آل هابسبورغ الكاثوليكيين في عام 1282، انخفضت مكانة النمسا بقدر كونها مركزًا دينيًا للمساعي العلمية اليهودية.
ركزت بعض مؤسسات الأعمال اليهودية على التمويل المدني، والقروض الخاصة المعفاة، وأعمال المحاسبة الحكومية التي تفرض تحصيل الضرائب وتتعامل مع عمليات الإقراض لمالكي الأراضي من المسيحيين. يظهر أول دليل على تكليف مسؤولين يهود بالمهمة البغيضة المتمثلة في جمع الضرائب غير المدفوعة في وثيقة من عام 1320. خلال الفترة الزمنية ذاتها، وقعت أعمال شغب استهدفت جميع السكان اليهود المقيمين بالمنطقة وجعلتهم بمثابة أكباش فداء. استُهدِف السكان اليهود بأكملهم بشكل غير عادل من قبل بعض الجيران الغاضبين من غير اليهود، وجعلت العداوة الحياة اليومية غير محتملة بالنسبة إليهم، وعليه استمر عدد السكان في التناقص في منتصف القرن الرابع عشر. في بداية القرن الخامس عشر، خلال عهد ألبرت الثالث وليوبولد الثالث، صدر عدد كبير من الإلغاءات الرسمية لكثير من الديون غير المسددة والتي كانت مستحقة للممولين اليهود، وبالنسبة للديون التي كان من المفترض أن تجمع بواسطة نشاط تحصيل الديون لليهود، فقد تُركت غير محصلة عمدًا باعتبارها وسيلة لإفقار الدائنين. بعد ذلك كانت هناك مصادرة رسمية جماعية لجميع الممتلكات اليهودية، وظهرت سياسات تطالب بفرض قيود اقتصادية على الشعب اليهودي بأكمله.

### الترحيل من النمسا
ساءت حالة السكان اليهود في منتصف القرن الخامس عشر بعد تأسيس حركة يان هوس المعادية للكاثوليكية في بوهيميا؛ وذلك نتيجة لاتهامات لا أساس لها من الصحة بأن الحركة كانت مرتبطة بالجالية اليهودية.
أصبح وضع الجالية اليهودية سيئًا للغاية في عام 1420، وذلك عندما اتُهم رجل يهودي من النمسا العليا زورًا بارتكاب جريمة تدنيس الخبز المقدس، هذا ما دفع ألبرت الخامس إلى حبس جميع اليهود في النمسا. أُخذ 210 من رجال ونساء وأطفال اليهود بالقوة من منازلهم وأُحرِقوا أحياءً في ساحة البلدة العامة، وأُلقي القبض على العائلات المتبقية أيضًا، ورُحِّلوا من النمسا مُجبرين على ترك جميع ممتلكاتهم خلفهم. أُلغي أمر الترحيل من قِبل فريدريك الثالث في عام 1469، الذي أصبح معروفًا بإنصافه ومنحه لليهود حياة خالية نسبيًا من جرائم الكراهية وجرائم كبش الفداء؛ حتى إنه كان يشار إليه أحيانًا باسم «ملك اليهود». سمح فريدريك الثالث لليهود بالعودة والاستقرار في جميع مدن ستيريا وكيرنتن، وتمتع اليهود في عهده بفترة قصيرة من السلام (بين عامي 1440 و1493).
أصدر ماكسيمليان الأول مرسومًا أمر فيه بطرد جميع اليهود من ستيريا في عام 1496، وأصدر «تفويض المصادرة الإمبراطوري» الذي تلاه تدمير جميع الكتب اليهودية في عام 1509، وكان ذلك باستثناء كتاب واحد، وهو الكتاب المقدس.